# Nezumia sclerorhynchus
Nezumia sclerorhynchus ist ein Tiefseefisch aus der Familie der Grenadierfische (Macouridae). Er kommt sowohl im Mittelmeer als auch in weiten Teilen des Atlantik vor und findet sich oftmals als Beifang in den Netzen von Tiefseefischern. Diese Art zeichnet sich, wie auch andere Vertreter der Macrouriden, durch einen großen Kopf mit spitz zulaufender Schnauze und einem langgestreckten Schwanz ohne Schwanzflosse aus. Stattdessen erstrecken sich die zweite Rücken- sowie die Afterflosse über die gesamte Länge des Schwanzes. Nezumia sclerorhynchus lebt (bentho-)pelagisch, das heißt freischwimmend über Grund in der Tiefsee ab etwa 250 Metern unter dem Meeresspiegel.

## Merkmale

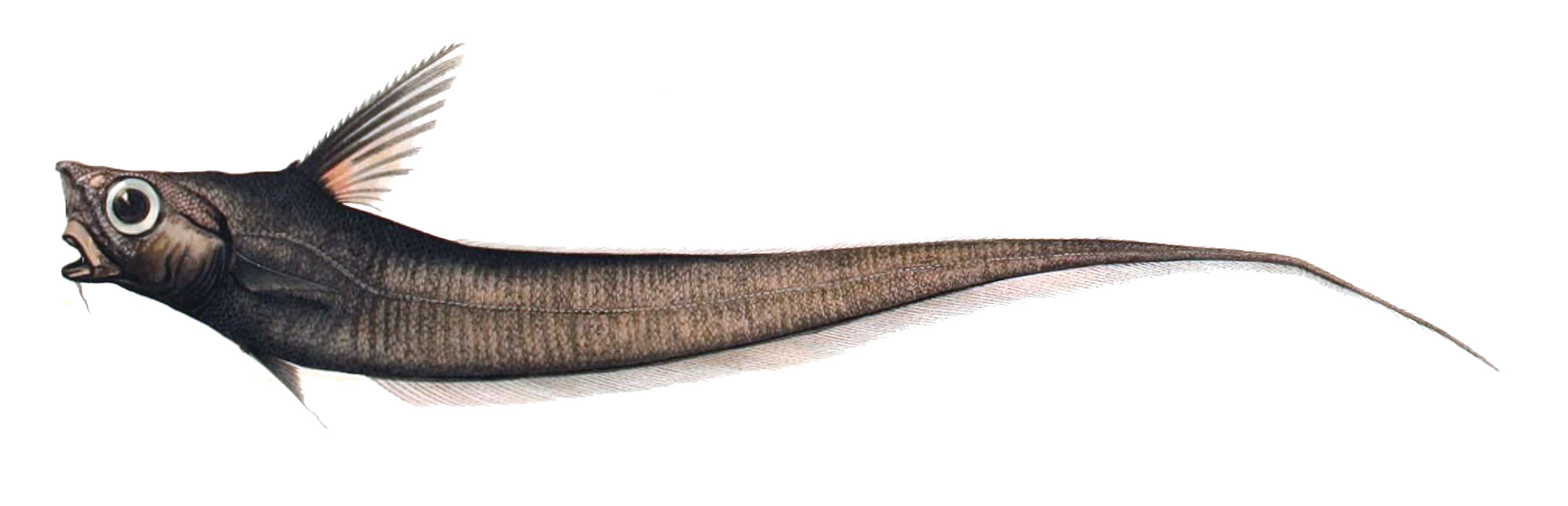
Äußere Gestalt von Nezumia sclerorhynchus

Die maximale gemessene Länge für Nezumia sclerorhynchus beträgt 36 cm, wobei diese Art wahrscheinlich noch größer werden kann. Die exakte Länge ist meistens nur schwierig zu bestimmen, da beim Fang oftmals Teile des Körpers, vor allem das sehr dünne Ende des Schwanzes, abreißen.
Der Körper ist fast ausnahmslos mit relativ großen halbrunden Schuppen bedeckt. Seine Färbung und die der ersten Rückenflosse sind sehr dunkel, oft schwarz oder dunkelbraun mit silbrigem Glanz, im Bauchbereich zum Teil mit violetter Tönung. Die restlichen Flossen sind blass bis schwärzlich. Die Schnauze ist kurz mit stumpfer Spitze, wobei die Unterseite unbeschuppt ist.
Dies stellt ein wichtiges Unterscheidungsmerkmal zur nahe verwandten und äußerlich sehr ähnlichen Art Nezumia aequalis dar, deren Lebensraum sich mit dem von Nezumia sclerorhynchus teilweise überschneidet, wodurch beide Arten leicht verwechselt werden können. Nezumia sclerorhynchus besitzt zwei voneinander getrennte Rückenflossen, wobei die erste vergleichsweise hoch und spitz ist. Sie besteht aus zwei vorderen Hartstrahlen, von denen der zweite sägeartig gezähnt ist, und neun bis elf Weichstrahlen. Die Brustflossen besitzen in der Regel 16 bis 20 Weichstrahlen, die brustständigen Bauchflossen neun, in seltenen Fällen auch weniger. Der Ansatz der Afterflosse liegt etwa auf Höhe des hinteren Endes der ersten Rückenflosse. Von dort verläuft die aus zahlreichen Weichstrahlen bestehende Afterflosse bis zum hinteren Ende des langgezogenen Schwanzes. Etwas weiter hinten setzt die ebenfalls weichstrahlige zweite Rückenflosse an, die ebenso bis zum Schwanzende reicht. Eine Schwanzflosse fehlt gänzlich. Wie bei anderen Vertretern der Macrouridae liegen auch bei Nezumia sclerorhynchus alle Organe im vorderen Drittel des Körpers. Die zwei hinteren Drittel entfallen ausnahmslos auf den muskulösen Schwanz. Dadurch befindet sich der Darmausgang kurz hinter den Bauchflossen, zwischen denen sich ein einzelnes Leuchtorgan befindet, dessen Funktion ungeklärt ist. Der Kopf ist recht groß mit auffälligen Augen, die etwa ein Drittel der Länge des Kopfes bedecken und sich auf Höhe der Mundwinkel befinden. Das Maul ist klein, endständig und im Innern mit kleinen kegelförmigen Zähnen versehen. Am Unterkiefer befindet sich zudem eine Kinnbartel. Nezumia sclerorhynchus ist getrenntgeschlechtlich ohne ausgeprägten Sexualdimorphismus.

## Verbreitung und Lebensraum
Nezumia sclerorhynchus ist sowohl im gesamten Mittelmeer, als auch in weiten Teilen des Nord- und Mittelatlantik von Portugal bis in den Golf von Mexiko und von Westafrika bis Französisch-Guayana verbreitet. Die Art bevorzugt die Tiefsee als Lebensraum und wurde in
Bereichen zwischen 130 und 3600 m gefangen, wobei sie am häufigsten in Tiefen zwischen 450 und 750 m vorkommt. Die größten Individuen bevorzugen größere Tiefen. Nezumia sclerorhynchus ist in diesem Bereich der Tiefsee eine der am häufigsten vorkommenden und individuenreichsten Arten.
Wie auch andere Vertretern der Grenadierfische lebt auch Nezumia sclerorhynchus freischwimmend in der Nähe des Meeresgrundes.

## Ernährung
Nezumia sclerorhynchus ist ähnlich wie nahe verwandte Arten – z. B. Nezumia aequalis – ein Generalist. Durch Untersuchungen des Mageninhalts gefangener Exemplare lassen sich sehr genaue Rückschlüsse auf die Ernährungsweise dieser Art ziehen. So ernährt sich Nezumia sclerorhynchus hauptsächlich von Amphipoden (Flohkrebse) und Copepoden (Ruderfußkrebse). Beide Gruppen sind wichtige Bestandteile des Zooplanktons. Auch Schwebegarnelen (Mysida), welche ebenfalls zum Zooplankton gehören, machen einen großen Teil der Nahrung aus. Asseln (Isopoda), Schnecken (Gastropoda), Muscheln (Bivalvia) und Stachelhäuter (Echinodermata) verschmäht Nezumia sclerorhynchus ebenfalls nicht. In seltenen Fällen finden sich in geöffneten Mägen sogar Pflanzenfasern.
Die gefundenen Organismen sind dabei zu etwa zwei Dritteln pelagischen Ursprungs, der Rest ist entweder benthisch oder kommt sowohl im Freiwasser, als auch am Grund vor. Es ist davon auszugehen, dass Nezumia sclerorhynchus seine Beute aktiv schwimmend jagt oder sie mit Hilfe seiner Kinnbartel im Sediment aufspürt.

## Fortpflanzung
Nezumia sclerorhynchus ist getrenntgeschlechtlich, wobei Männchen und Weibchen etwa im Verhältnis 1:1 vorkommen. Die Tiere werden etwa im Alter von fünf Jahren und einer Länge zwischen dreizehn und fünfzehn Zentimetern geschlechtsreif. Das maximale Lebensalter dieser Art ist unbekannt, dürfte jedoch wie bei vielen anderen Arten in der Tiefsee recht hoch sein. Im Gegensatz zu anderen Vertretern der Macrouridae, die sich saisonal fortpflanzen, findet man bei Nezumia sclerorhynchus das ganze Jahr über paarungsbereite Weibchen. Über den genauen Ablauf der Paarung oder das Ablegen und Befruchten der Eier ist so gut wie Nichts bekannt.

### Eier und Larven
Die Eier von Nezumia sclerorhynchus sind kugelförmig, durchsichtig und schwimmen frei im Wasser. Ihr Durchmesser beträgt etwa 1,6 mm. Das Chorion ist glatt. Im Dottersack befindet sich ein Öltröpfchen von 0,32 mm Durchmesser, den das Ei für den Auftrieb benötigt. Der Dotter ist von homogener Struktur. Der perivitelline Raum ist relativ groß. Die Larven von Nezumia sclerorhynchus sind bisher nur bis zum Erreichen des sogenannten Dottersack-Stadiums beschrieben, d. h. das Stadium, in dem die Larven bereits geschlüpft sind, sich aber noch von Dotter ernähren. Diese Larven besitzen einen dunklen Fleck auf dem Rücken oberhalb des Magens, einen dunkel gefärbten Streifen in der Mitte des Schwanzes, sowie Flecken auf der Bauchseite und auf dem Kopf. Alle Beschreibungen des Aussehens der Larven in späteren Entwicklungsstadien sind Spekulationen basierend auf den Charakteristika adulter Tiere oder Larven anderer Macrouriden.

## Wirtschaftliche Bedeutung und Gefährdung
Nezumia sclerorhynchus hat keinerlei wirtschaftliche Bedeutung, landet jedoch regelmäßig als Beifang in den Netzen von Tiefseefischern. Ein Beispiel hierfür ist die Gambas-Fischerei vor der Katalanischen Küste, bei der neben dem eigentlichen Fang Aristeus antennatus (einer Garnelenart, siehe Gambas) eine Vielzahl anderer Tiefseeorganismen an die Oberfläche geholt wird. Die Beifänge, zu denen sehr häufig auch Nezumia sclerorhynchus gehört, werden in der Regel ungenutzt zurück ins Meer geworfen. Welche Auswirkungen dies auf die Population von Nezumia sclerorhynchus hat, ist bislang nicht geklärt. Im Moment gilt der Bestand als nicht gefährdet.